# Gère-Bélesten
Gère-Bélesten est une commune française, située dans le département des Pyrénées-Atlantiques en région Nouvelle-Aquitaine.
Le gentilé est Gère-Bélestinois.

## Géographie

### Localisation
La commune de Gère-Bélesten se trouve dans le département des Pyrénées-Atlantiques, en région Nouvelle-Aquitaine.
Elle se situe à 35 km par la route de Pau, préfecture du département, et à 30 km d'Oloron-Sainte-Marie, sous-préfecture.
Les communes les plus proches sont : 
Aste-Béon (1,1 km), Louvie-Soubiron (3,0 km), Bielle (3,3 km), Béost (3,7 km), Bilhères (4,1 km), Laruns (4,2 km), Castet (5,0 km), Eaux-Bonnes (6,4 km).
Sur le plan historique et culturel, Gère-Bélesten fait partie de la province du Béarn, qui fut également un État et qui présente une unité historique et culturelle à laquelle s’oppose une diversité frappante de paysages au relief tourmenté.

### Communes limitrophes
Les communes limitrophes sont  Aste-Béon, Aydius, Bielle et Laruns.
|        | Bielle        |           |
| Aydius | Gère-Bélesten | Aste-Béon |
|        | Laruns        |           |

### Hydrographie

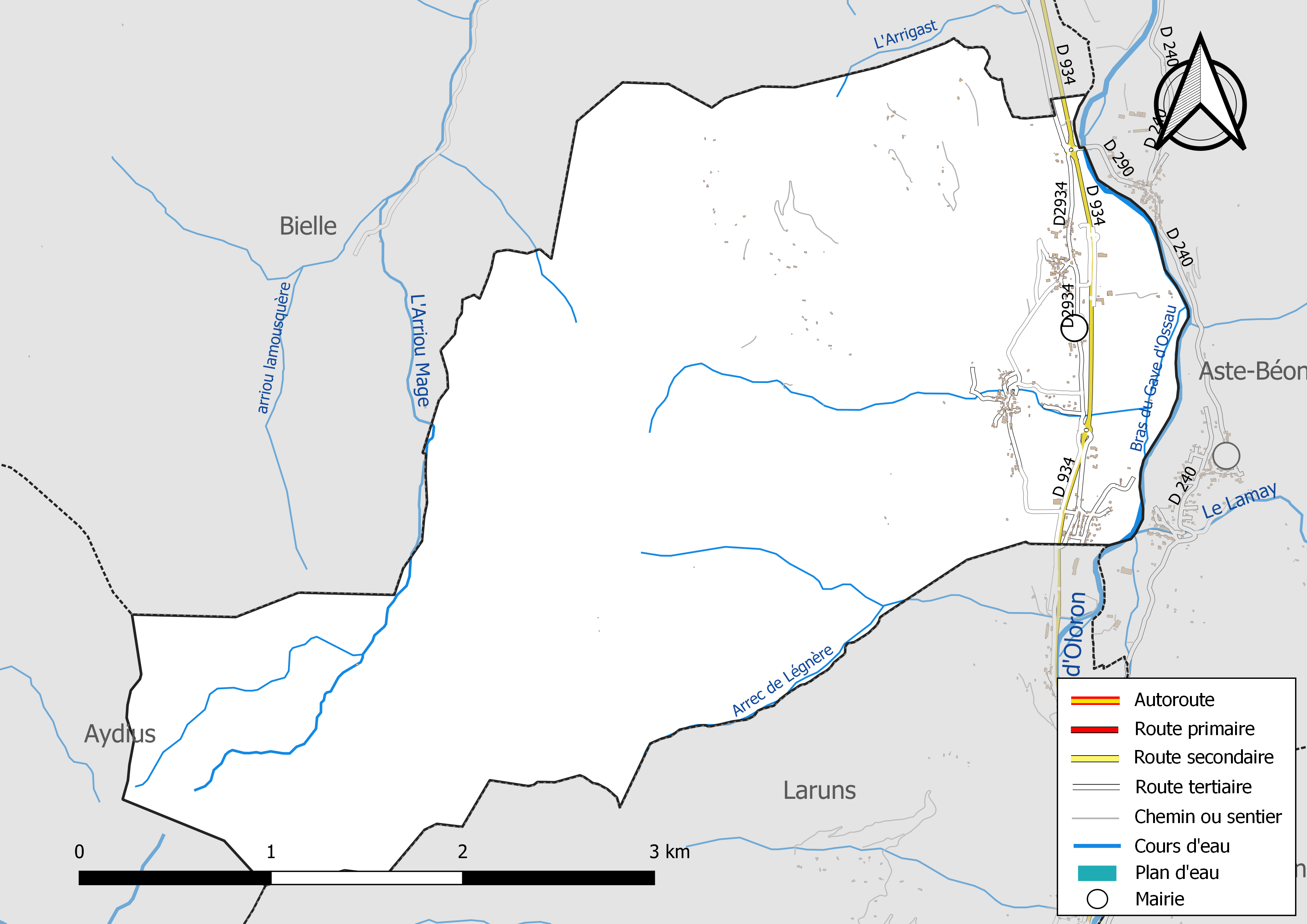
Réseaux hydrographique et routier de Gère-Bélesten.

La commune est drainée par le gave d'Oloron, L'Arriou Mage, le Lamay, Arrec de Légnère, un bras du gave d'Ossau, L'Arrigast, et par divers petits cours d'eau, constituant un réseau hydrographique de 12 km de longueur totale,.
Le gave d'Oloron, d'une longueur totale de 148,8 km, prend sa source dans la commune de Laruns et s'écoule vers le nord-ouest. Il traverse la commune et se jette dans le gave de Pau à Sorde-l'Abbaye, après avoir traversé 64 communes.

### Climat
Pour des articles plus généraux, voir Climat de la Nouvelle-Aquitaine et Climat des Pyrénées-Atlantiques.
Historiquement, la commune est exposée à un climat de montagne.  
En 2020, Météo-France publie une typologie des climats de la France métropolitaine dans laquelle la commune est toujours exposée à un climat de montagne et est dans la région climatique Pyrénées atlantiques, caractérisée par une pluviométrie élevée (>1 200 mm/an) en toutes saisons, des hivers très doux (7,5 °C en plaine) et des vents faibles.
Pour la période 1971-2000, la température annuelle moyenne est de 11,6 °C, avec une amplitude thermique annuelle de 14,1 °C. Le cumul annuel moyen de précipitations est de 1 576 mm, avec 11,8 jours de précipitations en janvier et 9,7 jours en juillet. Pour la période 1991-2020, la température moyenne annuelle observée sur la station météorologique la plus proche, située sur la commune d'Arbéost à 11,8 km à vol d'oiseau, est de 10,2 °C et le cumul annuel moyen de précipitations est de 1 411,1 mm,. Pour l'avenir, les paramètres climatiques de la commune estimés pour 2050 selon différents scénarios d’émission de gaz à effet de serre sont consultables sur un site dédié publié par Météo-France en novembre 2022.

### Milieux naturels et biodiversité

#### Réseau Natura 2000
Le réseau Natura 2000 est un réseau écologique européen de sites naturels d'intérêt écologique élaboré à partir des Directives « Habitats » et « Oiseaux », constitué de zones spéciales de conservation (ZSC) et de zones de protection spéciale (ZPS).
Deux sites Natura 2000 ont été définis sur la commune au titre de la « directive Habitats », : 
- « le gave d'Ossau », d'une superficie de 2 300 ha, un vaste réseau de torrents d'altitude et de cours d'eau de coteaux à très bonne qualité des eaux[19] ;
- le « massif du Montagnon », d'une superficie de 8 694 ha, présentant de nombreux habitats de l'annexe I dont certains sont rares dans les Pyrénées[20] ;

#### Zones naturelles d'intérêt écologique, faunistique et floristique
L’inventaire des zones naturelles d'intérêt écologique, faunistique et floristique (ZNIEFF) a pour objectif de réaliser une couverture des zones les plus intéressantes sur le plan écologique, essentiellement dans la perspective d’améliorer la connaissance du patrimoine naturel national et de fournir aux différents décideurs un outil d’aide à la prise en compte de l’environnement dans l’aménagement du territoire.
Une ZNIEFF de type 1 est recensée sur la commune, : 
le « réseau hydrographique du gave d'Ossau à l'amont d'Arudy et ses rives » (586,79 ha), couvrant 12 communes du département et deux ZNIEFF de type 2,, : 
- le « réseau hydrographique du gave d'Oloron et de ses affluents » (6 885,32 ha), couvrant 114 communes dont 2 dans les Landes et 112 dans les Pyrénées-Atlantiques[23] ;
- la « vallée d'Ossau » (43 624,41 ha), couvrant 13 communes du département[24].

## Urbanisme

### Typologie
Au 1er janvier 2024, Gère-Bélesten est catégorisée commune rurale à habitat dispersé, selon la nouvelle grille communale de densité à sept niveaux définie par l'Insee en 2022.
Elle est située hors unité urbaine et hors attraction des villes,.

### Occupation des sols

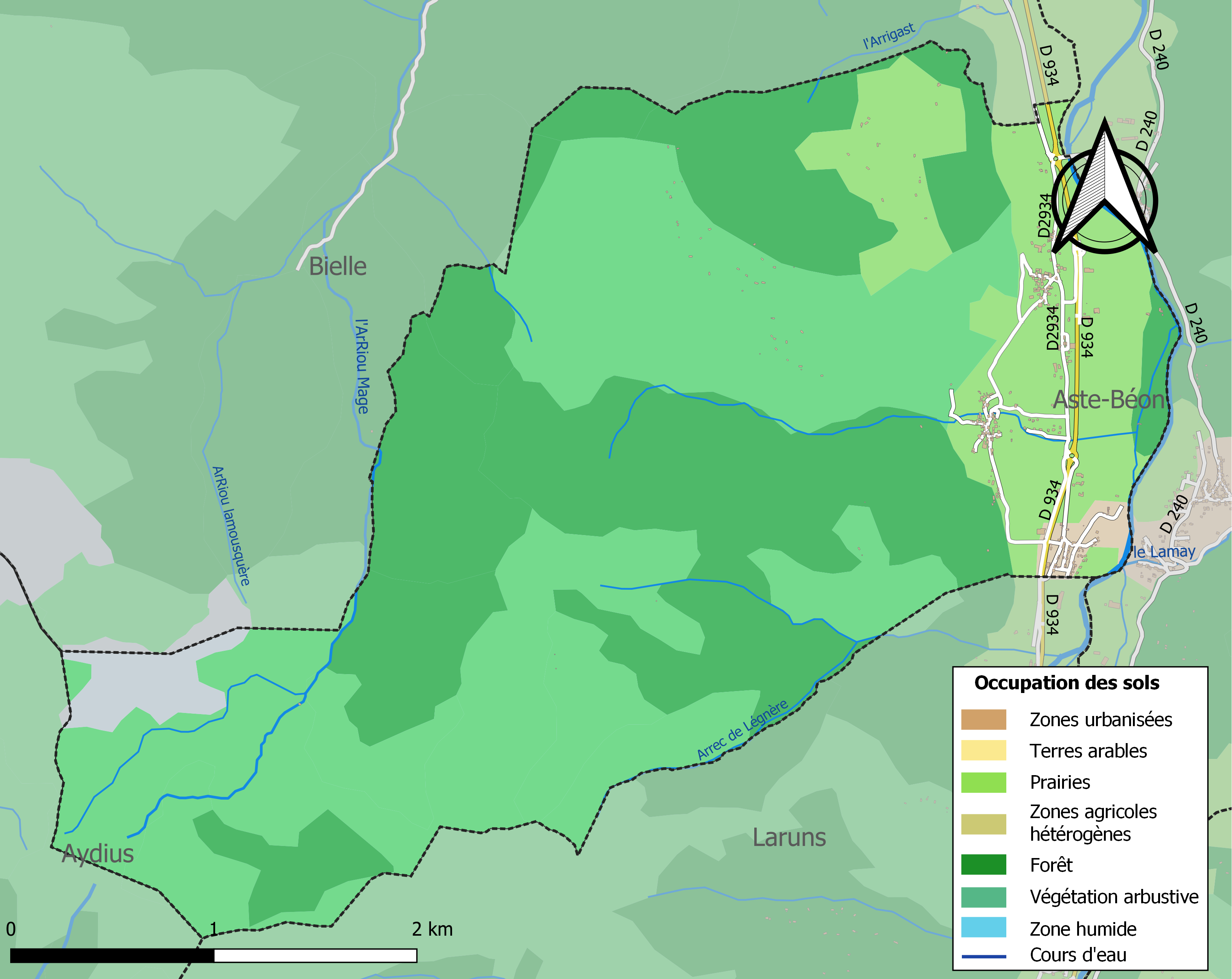
Carte des infrastructures et de l'occupation des sols de la commune en 2018 (CLC).

L'occupation des sols de la commune, telle qu'elle ressort de la base de données européenne d’occupation biophysique des sols Corine Land Cover (CLC), est marquée par l'importance des forêts et milieux semi-naturels (84,3 % en 2018), une proportion identique à celle de 1990 (84,3 %). La répartition détaillée en 2018 est la suivante : 
milieux à végétation arbustive et/ou herbacée (43,5 %), forêts (38,8 %), prairies (14,8 %), espaces ouverts, sans ou avec peu de végétation (1,9 %), zones urbanisées (0,9 %). L'évolution de l’occupation des sols de la commune et de ses infrastructures peut être observée sur les différentes représentations cartographiques du territoire : la carte de Cassini (XVIIIe siècle), la carte d'état-major (1820-1866) et les cartes ou photos aériennes de l'IGN pour la période actuelle (1950 à aujourd'hui).

### Lieux-dits et hameaux
- Déoussoum ;
- Duplaa ;
- Ibech de Gerbe ;
- la Montagne ;
- Village.

### Risques majeurs
Le territoire de la commune de Gère-Bélesten est vulnérable à différents aléas naturels : météorologiques (tempête, orage, neige, grand froid, canicule ou sécheresse), inondations, feux de forêts, mouvements de terrains, avalanche  et séisme (sismicité moyenne). Il est également exposé à deux risques technologiques,  le transport de matières dangereuses et la rupture d'un barrage, et à un risque particulier : le risque de radon. Un site publié par le BRGM permet d'évaluer simplement et rapidement les risques d'un bien localisé soit par son adresse soit par le numéro de sa parcelle.

#### Risques naturels
Certaines parties du territoire communal sont susceptibles d’être affectées par le risque d’inondation par une crue torrentielle ou à montée rapide de cours d'eau, notamment le gave d'Oloron. La commune a été reconnue en état de catastrophe naturelle au titre des dommages causés par les inondations et coulées de boue survenues en 1982, 2009, 2013, 2019 et 2021,.
Gère-Bélesten est exposée au risque de feu de forêt. En 2020, le premier plan de protection des forêts contre les incendies (PDPFCI) a été adopté pour la période 2020-2030. La réglementation des usages du feu à l’air libre et les obligations légales de débroussaillement dans le département des Pyrénées-Atlantiques font l'objet d'une consultation de public ouverte du 16 septembre au 7 octobre 2022,.
Les mouvements de terrains susceptibles de se produire sur la commune sont des mouvements de sols liés à la présence d'argile et des affaissements et effondrements liés aux cavités souterraines (hors mines). Afin de mieux appréhender le risque d’affaissement de terrain, un inventaire national permet de localiser les éventuelles cavités souterraines sur la commune.

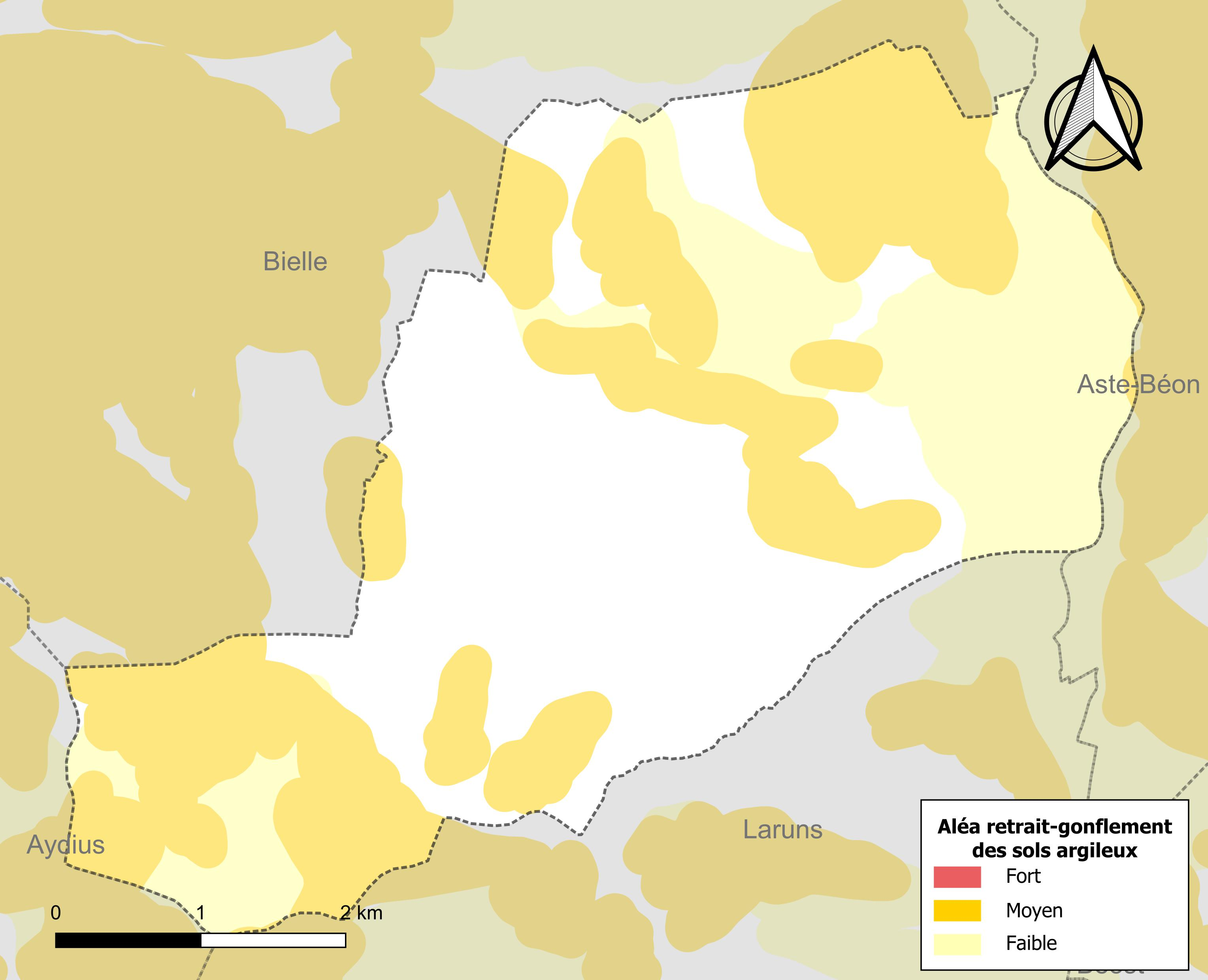
Carte des zones d'aléa retrait-gonflement des sols argileux de Gère-Bélesten.

Le retrait-gonflement des sols argileux est susceptible d'engendrer des dommages importants aux bâtiments en cas d’alternance de périodes de sécheresse et de pluie. 38,5 % de la superficie communale est en aléa moyen ou fort (59 % au niveau départemental et 48,5 % au niveau national). Depuis le 1er octobre 2020, en application de la loi ELAN, différentes contraintes s'imposent aux vendeurs, maîtres d'ouvrages ou constructeurs de biens situés dans une zone classée en aléa moyen ou fort,.
La commune est exposée aux risques d'avalanche. Les habitants exposés à ce risque doivent se renseigner, en mairie, de l’existence d’un plan de prévention des risques avalanches (PPRA). Le cas échéant, identifier les mesures applicables à l'habitation, identifier, au sein de l'habitation, la pièce avec la façade la moins exposée à l’aléa pouvant faire office, au besoin, de zone de confinement et équiper cette pièce avec un kit de situation d’urgence,.

#### Risque technologique
La commune est en outre située en aval de barrages de classe A. À ce titre elle est susceptible d’être touchée par l’onde de submersion consécutive à la rupture de cet ouvrage.

#### Risque particulier
Dans plusieurs parties du territoire national, le radon, accumulé dans certains logements ou autres locaux, peut constituer une source significative d’exposition de la population aux rayonnements ionisants. Selon la classification de 2018, la commune de Gère-Bélesten est classée en zone 2, à savoir zone à potentiel radon faible mais sur lesquelles des facteurs géologiques particuliers peuvent faciliter le transfert du radon vers les bâtiments.

## Toponymie

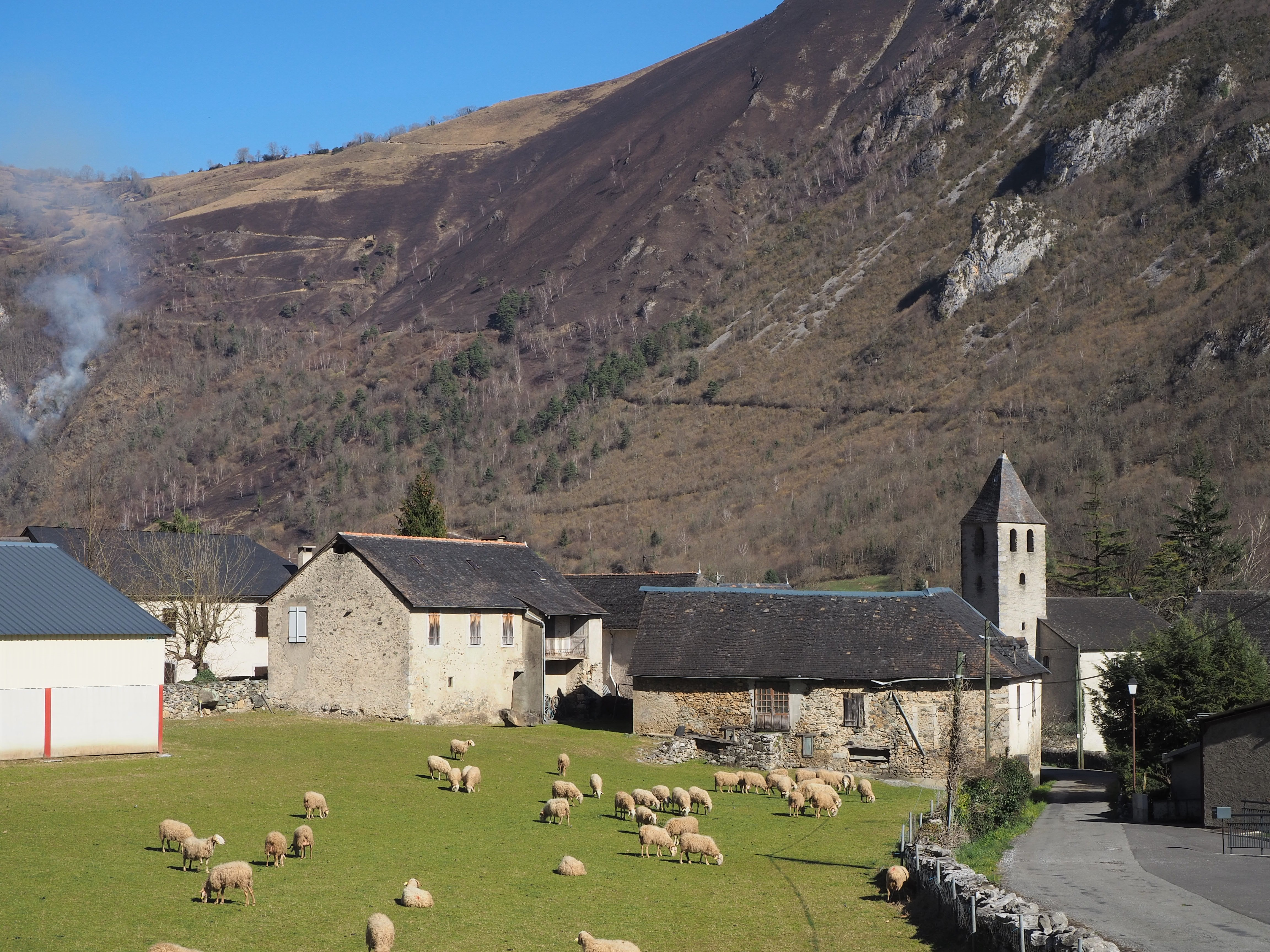
Bélesten, l'un des deux villages formant la commune de Gère-Bélesten.

Le toponyme Gères apparaît sous les formes Iera (1154, titres de Barcelone), Yere (1270, titres d'Ossau), Gera (1538, réformation de Béarn), Sent Orens de Gere (1606, insinuations du diocèse d'Oloron), Gere et Belestin (1675, réformation de Béarn).

Il a une origine gasconne gera qui signifie  grange et herbages environnants.
Le toponyme Bélestin est mentionné en 1270 (titres d'Ossau), et apparaît sous la forme Velesten (1385, censier de Béarn).
Il n'y a aucune certitude sur l'origine du toponyme.
La réunion des deux paroisses remonte au Moyen Âge et le toponyme Gère-Bélestin est, depuis, resté stable.
Le col des Arques, entre les communes d’Aydius et de Gère-Bélesten est mentionné par le dictionnaire topographique de 1863.

## Histoire

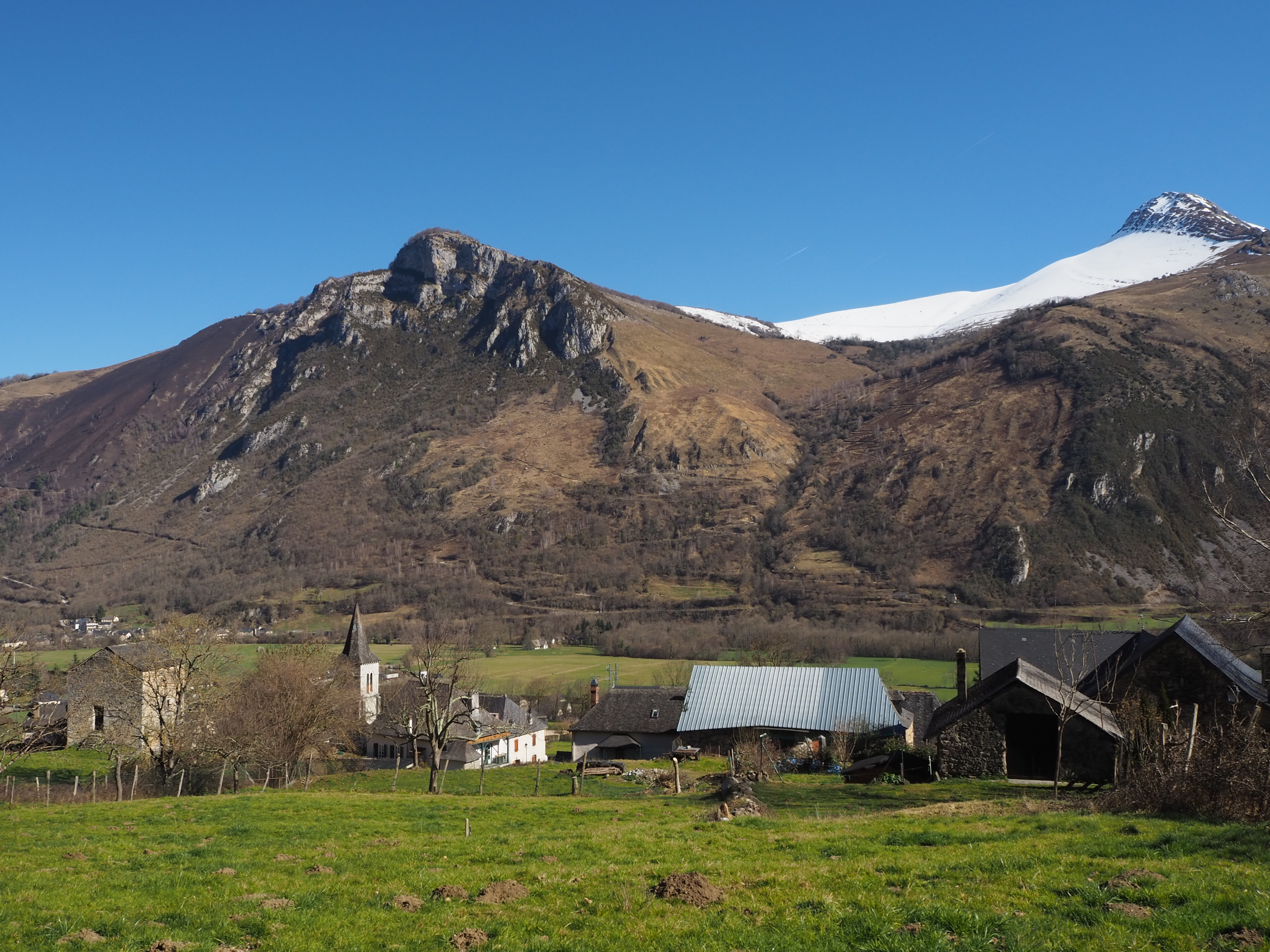
Le village de Gère.

En 1385, Gère comptait 24 feux et Bélestin 11. Les deux communes dépendaient du bailliage d'Ossau.
Paul Raymond note que la commune comptait une abbaye laïque vassale de la vicomté de Béarn.
Gère :
La commune compta simultanément une abbaye laïque et une seigneurie, qui furent réunies au XVIe siècle.
La seigneurie fut propriété de la famille féodale voisine "de Béon", du XIIIe siècle au début du XVIe siècle.
L'abbaye laïque et la seigneurie réunies fut propriété de la famille "de Laborde" tout au long du XVIe siècle, puis de la famille du For au début du XVIIe siècle.
Enfin, au XVIIIe siècle, de nouveau séparés, la seigneurie était, jusqu'à la Révolution, propriété de la famille de Sorberio, et l'abbaye laïque, de la famille de Monclus.
Bélestin :
La commune comptait au XVIe siècle une abbaye laïque.
Une forge fut créée en 1547 pour traiter le plomb argentifère exploité dans les hauteurs d'Aste et de Castet.

## Politique et administration
| Période | Période | Identité         | Étiquette | Qualité |
| ------- | ------- | ---------------- | --------- | ------- |
| 1995    | 2001    | Pierre Pardou    |           |         |
| 2001    | 2008    | Michel Masonnave |           |         |
| 2008    | 2014    | Michel Masonnave |           |         |

### Intercommunalité
La commune fait partie de trois structures intercommunales :
- la communauté de communes de la Vallée d'Ossau ;
- le SIVU pour la construction de la maison de retraite du Haut-Ossau ;
- le syndicat mixte du Haut-Béarn.

La commune fait partie du Pays d'Oloron et du Haut-Béarn.

## Population et société

### Démographie
L'évolution du nombre d'habitants est connue à travers les recensements de la population effectués dans la commune depuis 1793. Pour les communes de moins de 10 000 habitants, une enquête de recensement portant sur toute la population est réalisée tous les cinq ans, les populations de référence des années intermédiaires étant quant à elles estimées par interpolation ou extrapolation. Pour la commune, le premier recensement exhaustif entrant dans le cadre du nouveau dispositif a été réalisé en 2007.

En 2022, la commune comptait 186 habitants, en évolution de −6,06 % par rapport à 2016 (Pyrénées-Atlantiques : +3,78 %, France hors Mayotte : +2,11 %).
| 1793 | 1800 | 1806 | 1821 | 1831 | 1836 | 1841 | 1846 | 1851 |
| ---- | ---- | ---- | ---- | ---- | ---- | ---- | ---- | ---- |
| 331  | 262  | 365  | 380  | 408  | 428  | 411  | 440  | 442  |

| 1856 | 1861 | 1866 | 1872 | 1876 | 1881 | 1886 | 1891 | 1896 |
| ---- | ---- | ---- | ---- | ---- | ---- | ---- | ---- | ---- |
| 437  | 447  | 450  | 447  | 442  | 459  | 404  | 371  | 351  |

| 1901 | 1906 | 1911 | 1921 | 1926 | 1931 | 1936 | 1946 | 1954 |
| ---- | ---- | ---- | ---- | ---- | ---- | ---- | ---- | ---- |
| 361  | 365  | 357  | 310  | 301  | 300  | 296  | 278  | 266  |

| 1962 | 1968 | 1975 | 1982 | 1990 | 1999 | 2006 | 2007 | 2012 |
| ---- | ---- | ---- | ---- | ---- | ---- | ---- | ---- | ---- |
| 275  | 209  | 184  | 175  | 151  | 166  | 159  | 158  | 198  |

| 2017 | 2022 | - | - | - | - | - | - | - |
| ---- | ---- | - | - | - | - | - | - | - |
| 190  | 186  | - | - | - | - | - | - | - |

## Économie
La commune fait partie de la zone d'appellation de l'ossau-iraty.

## Culture locale et patrimoine

### Patrimoine civil
La commune compte deux bâtiments offrant un intérêt historique, situés tous les deux à Gère :
- La maison forte, dite la Tour d'Ore, est sise à proximité de l'église de Gère, et date des XIIIe et XIVe siècles. Elle est inscrite aux monuments historiques depuis 1997[57].
- Le château de Gère, ancienne domendjadure et siège d'une abbaye laïque, date du XVIe siècle.

### Patrimoine religieux
Les deux bourgs réunis de Gère et de Belesten ont chacun leur propre église :
- à Gère : l'église paroissiale Saint-Orens fut reconstruite la fin du XIXe siècle[58], car elle était fort délabrée ;
- à Belesten : l'église paroissiale Saint-Pierre, de style roman, date du XIIIe ou du XIVe siècle.

## Événements sportifs
La commune se situait sur le trajet de la 16e étape du Tour de France 2007, qui s'est déroulée le 25 juillet 2007. Le parcours de 218 kilomètres a relié Orthez à Gourette - col d'Aubisque.